# Hsunycteris
Hsunycteris — рід кажанів родини Phyllostomidae і єдиний рід триби Hsunycterini.